# Paul Le Breton
Pour les articles homonymes, voir Le Breton.
Paul-Anselme Le Breton est un homme politique français né le 12 septembre 1833 à Laval (Mayenne) et décédé le 24 septembre 1915 à Laval, dans son Château de Saint-Melaine.

## Biographie

### Origine
Il fréquente les cours du Lycée de Laval dont il est un des plus brillants élèves. Ses études littéraires terminées, il étudie le droit où il fera carrière.
En 1861, il épouse sa cousine Melle Poupard-Duplessis, petite fille de Ambroise Poupard-Duplessis, ancien député et vient se fixer définitivement à Saint-Melaine à Laval. Il a de cette union 3 filles et un fils.

### Agriculture
Propriétaire terrien, il s’est occupé des questions agricoles (très jeune, il fut nommé secrétaire du Comice agricole de Laval, qu'il dirigea par la suite).
Il est président de l' Association des Agriculteurs libres de la Mayenne, qu'il fonde en 1869 pour établir un lien commun entre tous les agriculteurs du département.
Ses Etudes sur le Métayage ont été, de la part de la Société des agriculteurs de France, l’objet de la plus haute récompense. Il fera partie du conseil de la Société des agriculteurs de France. Participant à de nombreux congrès ou comices agricoles, il est à l'origine de la création départementale du Herd-Book, pour la race de cheval, et au Stub-Book utilisée pour les bovins de la race Maine-Anjou. Il a été aussi président du Syndicat pomologique de France.

### Éducation
À Laval, il est secrétaire du Comité d’Enseignement et de Défense religieuse, où par ses avis, il contribue à soutenir l’Enseignement congréganiste. Il apporte conseils et soutien à l'Association des catholiques de la Mayenne dont le but est de soutenir les intérêts catholiques dans le département.
Il est pendant de nombreuses années membre du conseil de la Société générale d'éducation et d'enseignement (SGEE), dirigée par le colonel Prosper Kellerqui milita d'abord pour la liberté de l'enseignement ; et qui contribua à la création des « associations des pères de famille », qui connaissent à partir de 1905 un élan certain, prémices encourageantes d'un développement qui s'épanouira après la guerre, et qui deviendront les Associations familiales catholiques (AFC). Il est aussi membre du Comité catholique de la défense religieuse de Paris et de beaucoup d'autres groupements catholiques de moindre importance.
En conséquence de la Loi du 7 juillet 1904 dite Loi Combes, il fonde l' Association de l'enseignement chrétien de la Mayenne afin de subvenir et d'aider le clergé sécularisé avec la permission de leurs supérieurs ecclésiastiques à pouvoir enseigner, et en extension l'organisation de l'enseignement catholique en Mayenne (immeubles, dons, etc).. L'association est dirigée par les royalistes mayennais : Paul Le Breton est le président, et pour vice-présidents, on trouve le Comte de Malherbe, le Comte de Robien et Jules-Marie Richard.

### Religion
Paul Le Breton est aussi conseil de fabrique, puis conseiller paroissial de l'église Saint-Vénérand de Laval. Il participe aux différentes fêtes religieuses. Il participe à la Querelle des Inventaires lors de l'inventaire de l'église le 9 février 1906.

### Carrière politique
Il est l'apôtre le plus écouté des principes monarchistes dans ce département. Proche du Duc d'Orléans, il est chargé officiellement de représenter sa politique dans 10 départements en tant que délégué régional (section Nord-Ouest). Il assiste à Vienne à son mariage.
Lorsque se dessinent les débuts de l'Action française, il en devient un des plus influents propagateurs. Il se refuse à cacher son drapeau royaliste, et ne rejoint pas l'Action libérale populaire.

#### La Presse
Son influence s'exerce par l'intermédiaire de l'hebdomadaire le Courrier du Maine, dont il est propriétaire et qui a le plus fort tirage du département. Il a aussi écrit quelques articles pour la Gazette de France sur les tarifs douaniers. Son fils, reprend la direction du journal à sa mort.

#### L'Assemblée
Il est élu aux Élections sénatoriales de 1888 sénateur monarchiste de la Mayenne.
Resté monarchiste intransigeant, et en dehors de l'Esprit nouveau comme par exemple Christian d'Elva, il refuse la politique du Gouvernement de Jules Méline. Il est battu aux Élections sénatoriales de 1897 par les candidats républicains.
Aux Élections sénatoriales de 1907, à la suite du décès d'Étienne Albert Duboys Fresney, il est réélu en 1907. Il siège jusqu'à sa mort en 1915.
Il s'occupe surtout de questions agricoles, jusqu'en dehors du Parlement. Il participe à beaucoup de débats et monte fréquemment à la tribune. Il défendit la liberté d'enseignement et les questions financières

#### Fils
Son fils (Paul Le Breton fils) est un des chefs de la Jeunesse Royaliste, qu'il a fondé en 1889 avec Roger Lambelin. Il montre une préférence pour l'action des Ligues, comme le suggèrent les débats judiciaires consécutifs à un procès intenté aux dirigeants du Comité de la Jeunesse Royaliste de la Mayenne, dont il fait partie. Il est défendu lors de ses procès par Eugène Godefroy, un ancien prévenu des Procès pour complot devant la Haute Cour, Me Allouel et Edmond Lucien Leblanc.
Il est condamné pour avoir cravaché Lucien Chaulin-Servinière, député de la Mayenne, à Paris, à la gare Montparnasse, en 1892.

## Sources
- « Paul Le Breton », dans Adolphe Robert et Gaston Cougny, Dictionnaire des parlementaires français, Edgar Bourloton, 1889-1891 [détail de l’édition]
- « Paul Le Breton », dans le Dictionnaire des parlementaires français (1889-1940), sous la direction de Jean Jolly, PUF, 1960 [détail de l’édition]
- La Gazette de Château-Gontier, 1 janvier 1888